# 工藤茂光
工藤 茂光（くどう もちみつ/しげみつ）は、平安時代末期の武将・豪族。藤原南家の流れを汲む工藤氏の一族。狩野氏の祖であり、狩野茂光（かの もちみつ/しげみつ）とも呼ばれる。

## 生涯

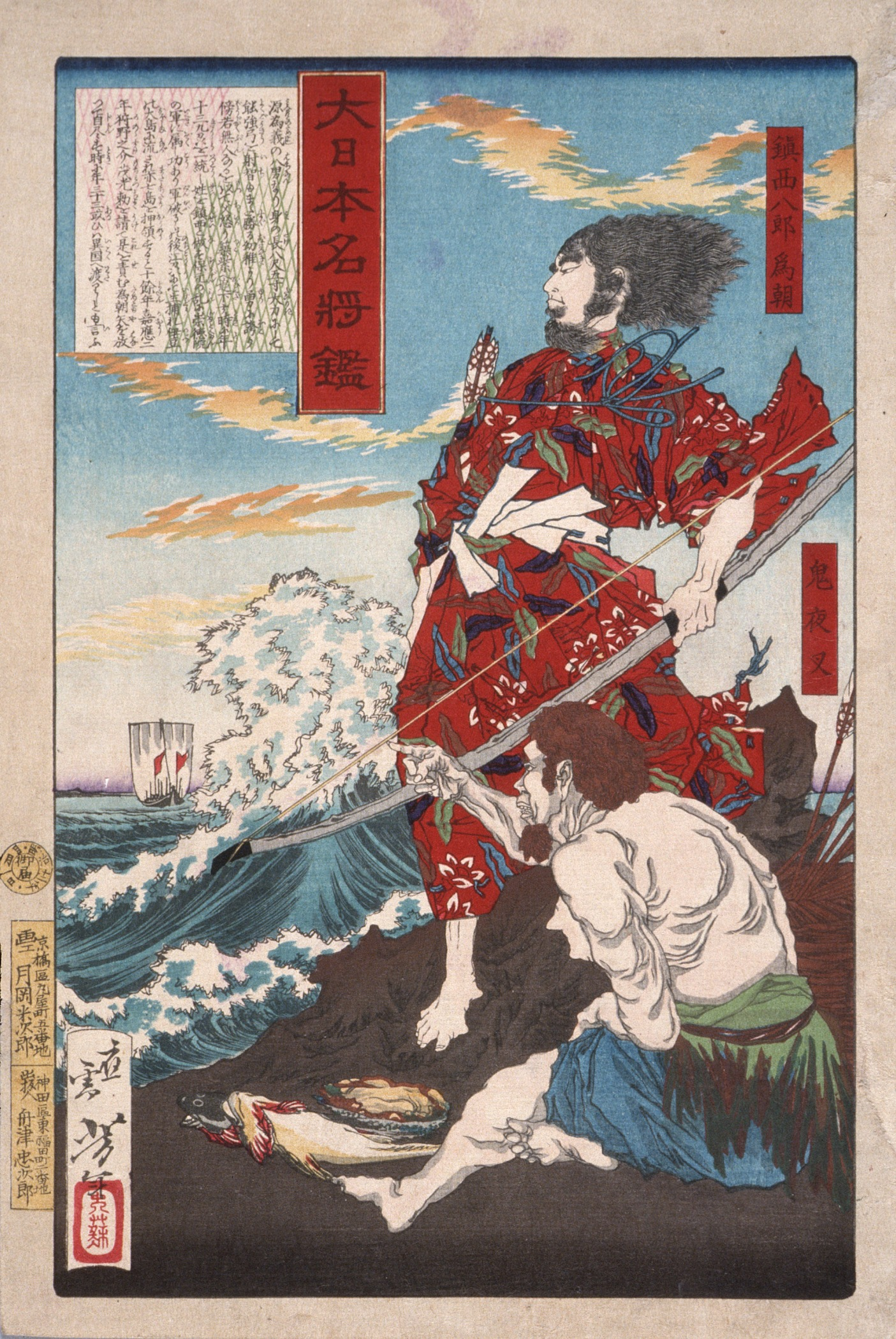
大海の先に茂光率いる大軍の船を認めた為朝。月岡芳年筆

勢力範囲は山がちではあったが、伊豆国を代表する牧草地だった牧之郷を領有し良馬を多数有したため伊豆半島最大の勢力を築くこととなった。
伊豆大島を所領としており、保元の乱（1156年）で大島に流罪となった源為朝の監視役となる。やがて為朝が流人の身でありながら周辺諸豪族を切り従えて自立の動きを見せたため、嘉応2年（1170年）にこれを追討し自害に追い込んでいる。
治承4年（1180年）、同じく伊豆国において流人生活を送っていた源頼朝が反平家の兵を挙げると頼朝の下へ馳せ参じる。石橋山の戦いで平家方の大庭景親・伊東祐親らと交戦するも敗れ自害した。一説には、茂光は肥満体であったため思うように走ることができず、周囲の足手まといになることを嫌い、外孫の田代信綱に懇願して介錯されたともいう。
狩野氏は古代から安土桃山時代の小田原征伐にいたるまで武家として活躍し、末裔が現代まで伊豆に多数残り、伊豆名門の一つである。後北条氏に仕えた狩野泰光・狩野一庵や、画派の狩野派らは、茂光の子孫である。